# Turgenia
Turgenia es un género  de plantas herbáceas perteneciente a la familia Apiaceae. Comprende 3 especies descritas.

## Taxonomía
El género fue descrito por Georg Franz Hoffmann y publicado en Genera Plantarum Umbelliferarum xxvi, 59–60. 1814. La especie tipo es: Turgenia latifolia Hoffm.

## Especies
- Turgenia brachyacantha Boiss. -- Ann. Sci. Nat., Bot. sér. 3, 2: 52. 1844
- Turgenia foeniculacea Fenzl -- Pug. Pl. Nov. Syr. 18. 1842 [May-Jun 1842]
- Turgenia heterocarpa DC. -- Prodr. (DC.) 4: 218. 1830 [late Sep 1830]
- Turgenia latifolia Hoffm. -- Gen. Pl. Umbell. 59. 1814
- Turgenia lisaeoides C.C.Towns. -- Kew Bull. xvii. 431 (1964).
- Turgenia multiflora DC. -- Prodr. (DC.) 4: 218. 1830 [late Sep 1830]
- Turgenia tuberculata Boiss. -- Ann. Sci. Nat., Bot. sér. 3, 2: 52. 1844